# Сборная США по регби
Сборная США по регби представляет это государство в международных матчах и соревнованиях по регби-15. Команда, известная под прозвищем the Eagles, контролируется национальным регбийным союзом — USA Rugby. Организация является членом Североамериканской и карибской ассоциации регби — одного из шести региональных органов IRB.
«Орлы» занимают в мировом рейтинге IRB шестнадцатое место. Своего пика американцы достигли 2 октября 2006 г., когда сборная поднялась на четырнадцатую позицию. Сборная продержалась на этой строчке до 10 сентября следующего года. Подобное достижение стало возможным благодаря двум победам подряд над уругвайцами и отбором на ЧМ-2007. Худший результат в истории сборной — двадцатое место, которое команда занимала с июня по ноябрь 2008 г. Причиной спада стало неудачное выступление на Кубке Черчилля.
«Орлы» принимали участие в шести из семи розыгрышах кубка мира. В 1987 г. сборная финишировала на десятом месте, обыграв Японию, но уступив Австралии и Англии. Американцы не смогли пройти квалификацию на ЧМ-1995, зато одержали тогда первую победу над Канадой на их поле (15—14). В 2003 г. США заняли тринадцатое место, также одолев Японию и проиграв Фиджи (с разницей в одно очко), Франции и Шотландии. Федерация регби Соединённых Штатов изъявляла намерение провести в стране чемпионат мира в 2023 или 2027 г.
С 2013 года сборная является участником Кубка тихоокеанских наций, а ранее была участником таких соревнований, как Кубок Черчилля (ныне не проводится) и Всеамериканский чемпионат. В 2015 году USA Rugby объявил о создании нового ежегодного турнира, в котором будут играть 6 лучших сборных обеих Америк: Аргентины, Бразилии, Канады, Чили, Уругвая и США. У турнира пока нет названия, а впервые его планируют провести в 2016 году.

## Ранняя история

### Ранние годы: 1872—1912
Спорт с мячом, в том числе и регби, начал набирать популярность в США с середины XIX века. 14 мая 1874 года в стране прошёл первый официально зарегистрированный регбийный матч. Тогда команда Гарвардского университета сыграла с командой из Университета Макгилла. Хозяева выиграли со счётом 3—0, а игра стала набирать популярность в учебных заведениях по всей стране. Двумя годами позже Йель, Гарвард, Принстон и Колумбия создали Межуниверситетскую футбольную лигу, правила игры в которой были во многом взяты из регби.
В 1906 году регби стал основным видом спорта в Стенфорде, Калифорнийском университете в Беркли и некоторых других учебных заведениях Калифорнии. В 1910 году студенческая сборная Калифорнии посетила Новую Зеландию и Австралию, где были сыграны матчи с местными командами. В той поездке американцы пригласили сборную Австралии сыграть матчи в Северной Америке. Австралийцы приняли приглашение и приехали в США в 1912 году и сыграли несколько матчей с местными университетскими командами. Тогда же свой первый матч провела и Сборная США. 16 ноября в Беркли она потерпела поражение от Австралии со счётом 8—12. Годом позже, 15 ноября 1913 на том же поле прошла встреча с Новой Зеландией, которая закончилась победой гостей со счётом 3—51.

### Олимпийское золото 1920 и 1924
К началу Первой мировой войны американский футбол стал куда популярнее регби. Олимпийский комитет США принял решение «разрешить регбийной сборной выступить на Олимпийских играх 1920, но не предоставлять финансовой помощи» мотивировав это тем, что «в регби играют только в Калифорнии». Практически все игроки команды были из Калифорнии, а 6 из них — из Калифорнийского университета в Беркли. Поездку сборной на игры в Антверпен оплатил Олимпийский комитет Любительского атлетического союза. К моменту прибытия команды в Европу сборные Чехословакии и Румынии отказались от участия и турнир состоял только из противостояния со сборной Франции, который сборная США выиграла со счётом 8—0.
Проигравшие французы предложили американцам приехать в тур и сыграть несколько тестовых матчей между сборными. Американцы согласились и осенью было проведено четыре матча, три из которых выиграла сборная США. Несмотря на эти успехи, между 1920 и 1924 регби не привлекает внимание американских любителей спорта. Это также объясняется ростом популярности американского футбола.
Сборная США приезжает Летние Олимпийские игры 1924 в Париж с целью защитить свой титул. Олимпийский комитет вновь отказывается финансировать поездку, но регбисты не сдаются: они собирают 20 тысяч долларов самостоятельно. Та команда состояла из 7 человек, участвовавших в предыдущих Играх и 15 новых игроков, некоторые из которых были футболистами и ни разу до этого в регби не играли. И вновь большинство из них были из Калифорнии: 9 из Стенфордского университета, 5 из университета Санта-Клары и 3 из Калифорнийского университета в Беркли. Перед Олимпиадой команда поехала в Англию, где проиграла четыре тестовых матча.
Олимпийский комитет Франции поставил матч сборной Франции против сборной Румынии первым состязанием после открытия Игр. 4 мая французы расправились с румынами 61—3. 11 мая американцы победили румын 39—0, в том матче игроки занесли 9 попыток. Несмотря на такую победу, букмекеры не верили в то, что США возьмёт золото по регби. Ставки были 5 к 1 против американцев.
Финал был проведён на «Коломбе», на матч пришли по разным оценкам от 30 до 50 тысяч зрителей. После первого тайма американцы вели 3—0. Благодаря агрессивной манере, в которой играли бывшие игроки в американский футбол, сборной США удалось вымотать французов и матч закончился победой американцев со счётом 17—3. После матча некоторым игрокам американской сборной и арбитрам понадобилась помощь полиции — на них попытались напасть французские болельщики. Во время вручения медалей болельщики своим свистом заглушили исполняемый гимн США.
Вскоре после завершения Олимпийских игр 1924 Международный олимпийский комитет принял решение исключить регби из олимпийской программы. Это привело к тому, что регби в США утратил какую бы то ни было популярность.

## Современная история

### 1960—1970-е годы
В 1960-х регби в США возродился. Это объяснялось необходимостью создания федерации, чтобы представлять страну на международных турнирах по регби. Американский союз регби (теперь известный как USA Rugby) был основан в 1975 году четырьмя региональными союзами — Тихоокеанского побережья, Западным, Среднезападным и Восточным. Первый матч возрождённая сборная (теперь носившая прозвище «Орлы») провела 31 января 1976 года в Анахайме, где потерпела поражение от сборной Австралии со счётом 24—12. В следующем матче «орлы» потерпели поражение от сборной Франции со счётом 14—33
В последующие несколько лет сборная США играет несколько международных матчей. 15 октября 1977 года — поражение на Туикенеме от англичан со счётом 11—37, позже в том же году поражение от сборной Канады 6—17. В 1978 в Балтиморе сборная США берёт реванш у канадцев 12—7, а в Торонто в 1979 вновь проигрывает 12—19.

### 1980-е
В 80-х сборная США продолжает укрепляться и проводит всё больше международных матчей. Все три матча в 1980 году были проиграны, хотя были домашними. В 1981 «Орлы» потерпели два поражения — 3—6 от Канады и 7—38 от ЮАР. В 1982 очередной матч с канадцами закончился вничью 3—3. В 1983 со счётом 49—3 был проигран выездной матч против сборной Австралии. В 1985 сборная США провела свой первый матч против сборной Японии, который выиграла со счётом 16—15.
1987 году сборная США приняла участие в первом чемпионате мира по регби. «Орлы» попали в группу А, где встретились с Австралией, Англией и Японией. Первый матч прошёл в Брисбене против сборной Японии и американцы выиграли его со счётом 21—18. Однако оба следующих матча были проиграны: 12—47 от «Уоллабис» и 6—34 от англичан. Команда финишировала на третьем месте, что не позволило сыграть в плей-офф.
7 ноября того же года «Орлы» впервые в истории встретились со сборной Уэльса, которая на Чемпионате мира заняли третье место, и проиграли со счётом 0—46. Годом позже команда выиграла сборную Румынии, но проиграла сборной СССР.

### 1990-е
С сентября 1990-го по май 1991-го сборная США трижды выиграла сборную Японии (25—15, 20—9, 27—15), это стало первой в истории команды серией из трёх побед подряд.
Сборная квалифицировалась на Чемпионат мира 1991, на котором попала в группу к Новой Зеландии, Англии и Италии. «Орлы» не сумели выиграть ни одного матча (9—30 от Италии, 6—46 от «Олл Блэкс», 9—37 от англичан). Команда закончила турнир на последнем месте в группе.
В первом раунде квалификации на Чемпионат мира 1995 со счётом 60—3 была обыграна сборная Бермудских Островов, а во втором раунде сборная США потерпела два поражения от аргентинцев и не попала в финальную часть турнира.
В 1998 году американцы успешно провели своё европейское турне, обыграв сборные Испании и Португалии. Затем «Орлы» впервые встретились со сборной Фиджи, но тот матч был проигран 18—9.
Сборной удалось квалифицироваться на Чемпионат мира 1999. В четвёртом квалификационном раунде американского отборочного турнира, прошедшего в Буэнос-Айресе США проиграли Аргентине (24—52) и Канаде (14—31), но в последнем и решающем матче сумели выиграть Уругвай (21—16). В 1999 году сборная сыграла на Тихоокеанском чемпионате, где впервые в истории обыграла сборные Фиджи (25—14) и Тонга (30—10).
На чемпионате мира «Орлы» попали в группу Е с Австралией, Ирландией и Румынией. В первом матче США проиграли Ирландии (8—53), а во втором — Румынии (25—27). В последнем матче американцы потерпели поражение от «Уоллабис» со счётом 19—55, однако стали единственной командой, занёсшей попытку сборной Австралии за весь турнир.

### Двухтысячные
В американском отборочном турнире на Чемпионат мира 2003 сборная США финишировала третьей, но победы в репешаже над сборной Испании (62—13 и 58—13) позволили квалифицироваться на турнир. В 2003 году между сборными США, Японии и России был впервые проведён Кубок сверхдержав, в первом матче которого американцы выиграли сборную Японии со счётом 69—27, но затем проиграли россиянам 21—30.
Чемпионат мира 2003 года «Орлы» закончили на четвёртом месте в группе из пяти команд. В первом матче против сборной Фиджи американцы проиграли 18—19, хотя после первого тайма вели 13—3, это стало девятым подряд поражением американской сборной на чемпионатах мира. Следующее поражение от Шотландии стало десятым. В следующем матче команда прерывает эту серию, выиграв сборную Японии 39—26. В последнем матче группового этапа следует поражение от сборной Франции и «Орлы» покидают турнир.
В 2004 году к Кубку сверхдержав присоединяется сборная Канады, а США занимает третье место в турнире, обыграв сборную России. В ноябре американцы играют со сборными Ирландии и Италии, которым проигрывают 6—56 и 25—43 соответственно. В 2005 году Кубок сверхдержав переименовывают в Суперкубок, а участие в нём вместо России принимает Румыния. Сборная США вновь становиться, выиграв в последнем матче у румын 23—16.
В 2006 году начался отборочный турнир за попадание на Чемпионат мира 2007. США проигрывают Канаде 7—56 и вынуждены играть дополнительные два матча со сборной Уругвая, которые закончились победами «Орлов» 42—13 и 26—7.
На Чемпионате мира 2007 сборная США попала в группу А с Англией, Самоа, ЮАР и Тонга. На тот момент «Орлы» находились на 13 позиции мирового рейтинга сборных, но проиграли все матчи в группе. Единственное чем сборная запомнилась на том турнире — попытка Такудзвы Нгвеньи в мачте против «Спрингбокс». Игрок получил мяч в середине поля и сумел в забеге оторваться от Брайана Хабаны. Позже эта попытка выиграла в номинации Попытка года IRB 2007 года.
На Кубке Черчилля 2009 года сборная США заняла третье место, проиграв Ирландии и Уэльсу, но в последнем матче выиграв Грузию.

### Цикл Чемпионата мира 2011
В отборочном турнире за попадание на Чемпионат мира 2011 сборная США по сумме двух матчей проиграла сборной Канады (12—6 дома и 18—41 в гостях) и была вынуждена играть ещё два матча против сборной Уругвая, оба из которых были выиграны (27—22 и 27—6).
В 2010 году «Орлы» сыграли 7 матчей: 3 в июне на Кубке Черчилля (победа и два поражения) и 4 осенью в рамках европейского тура (победа и три поражения). На Кубке Черчилля была обыграна сборная России (39—22) и два поражения: 9—32 от «Ингланд Саксонс» и 10—24 от Франции А. В рамках европейского тура американцы проиграли «Сарацинам» 6—20, Шотландии А 0—25 и Грузии 17—19, но со счётом 22—17 была обыграна сборная Португалии.
2011 год начался подготовкой к Чемпионату мира на Кубке Черчилля. В первом матче «Орлы» потерпели тяжёлое поражение от «Ингланд Саксонс» 8—87, во втором проиграли сборной Тонга 13—44, в последнем матче турнира была обыграна сборная России (32—25). Это был последний розыгрыш кубка. Подготовка к чемпионату завершилась ещё тремя тестовыми матчами: двумя поражениями от Канады (22—28 и 7—27), поражением от Японии (14—20).
Первым матчем на Чемпионате мира стало противостояние со сборной Ирландии. «Орлы» сдерживали соперника, но на 39 минуте сборная Ирландии занесла первую попытку, а во втором тайме ещё две, сборная США смогла ответить только одной попыткой, а матч завершился со счётом 22—10. Во втором матче американцам удалось взять верх над сборной России со счётом 13—6. В третьем матче «Орлы» сошлись с «Уоллабис» и проиграли 67—5.
В последнем матче предстояла игра со сборной Италии. Американцам нужно было выигрывать, чтобы занять третью строчку в таблице, это позволило бы напрямую квалифицироваться на следующий Чемпионат мира. Однако «Орлам» не повезло — они проиграли 10—27, итальянцы занесли четыре попытки и получили бонусное очко.
На Чемпионате мира проп сборной США Майк Макдоналд установил рекорд по количеству проведённых игр вообще (65) и на чемпионатах мира (11). А Джон Ван дер Гессен отметился наибольшим на Чемпионате количеством перехватов в коридоре (8, 4 из которых — в матче против сборной России).

### Цикл Чемпионата мира 2015
Сборная США сыграла три матча летом 2012 года. Соперниками стали сборные Грузии, Канады и Италии. Игры против Канады и Италии закончились поражениями 25—28 и 10—30, а Грузию удалось обыграть со счётом 36—20. В ноябре были проведены ещё три тестовых матча, в двух из них были обыграны Румыния и Россия, а в третьем сборная США потерпела поражение от Тонга. Это был первый с 1998 года европейский тур, в котором удалось выиграть больше матчей, чем проиграть.
В 2013 были сыграны 5 матчей. Один тестовый матч против сборной Ирландии и ещё четыре в рамках Кубка тихоокеанских наций. На турнире «Орлы» не сумели выиграть ни одного матча, проиграв по очереди Канаде (9—16), Ирландии (12—15), Тонга (9—18), Фиджи (10—35) и Японии (20—38). В отборочном турнире на Чемпионат мира 2015 сборная США встретилась со сборной Канады и проиграла оба матча с общим счётом 20—40, это означало очередные матчи с Уругваем за право выхода на турнир, минуя репешаж. В ноябре американцы проиграли Маори Олл Блэкс 19—29, игру посетило 18 500 зрителей.
В 2013 и 2014 годах многие игроки сборной подписывают профессиональные контракты с зарубежными клубами. Так, к матчам с Уругваем из 26 игроков 14 играли в иностранных клубах, из них 10 — в Англии. «Орлы» выиграли оба матча с общим счётом 59—40 и вышли на Чемпионат мира. В июне 2014 года было сыграно 3 матча: поражения от Шотландии и Японии (6—24 и 29—37) и победа над Канадой (38—35). В осеннем матче команда потерпела поражение от сборной Новой Зеландии со счётом 6—74.
Кубок тихоокеанских наций начался для «Орлов» поражением от сборной Самоа со счётом 16—21. Во втором матче со счётом 23—18 была обыграна сборная Японии. Затем последовало поражение от сборной Тонга (19—33), а в последнем матче была обыграна Канада (15—13). Через несколько недель сборная США вновь встретилась с Канадой в рамках подготовительных матчей, «Орлы» вновь выиграли, на этот раз со счётом 41—23. В последнем перед Чемпионатом мира матче сборная США проиграла австралийцам 10—47.
На Чемпионате мира сборная США попала в группу В, где ей предстояло сыграть со сборными ЮАР, Шотландии, Японии и Самоа. «Орлы» проиграли все встречи и не заработали ни одного очка.

## Стадионы и посещаемость
У сборной США нет официального домашнего стадиона. С момента начала роста популярности регби «Орлы» часто играют на стадионах команд MLS. С 2012 года летний матч против команды первого эшелона играется на «Би-би-ви-эй Компасс Стэдиум» в Хьюстоне. Игры также проводились на «Пи-пи-эл Парк» в Филадельфии и «Стабхаб Сентер» в Лос-Анджелес.
10 матчей сборной США с наибольшей посещаемостью:
| №  | Зрителей | Соперник        | Дата      | Стадион                                |
| -- | -------- | --------------- | --------- | -------------------------------------- |
| 1  | 61,500   | Новая Зеландия  | 1.11.2014 | «Солджер филд», Чикаго                 |
| 2  | 23,212   | Австралия       | 5.9.2015  | «Солджер филд», Чикаго                 |
| 3  | 20,181   | Ирландия        | 8.6.2013  | «Би-би-ви-эй Компасс Стэдиум», Хьюстон |
| 4  | 20,001   | Шотландия       | 8.6.2014  | «Би-би-ви-эй Компасс Стэдиум», Хьюстон |
| 5  | 18,500   | Маори Олл Блэкс | 9.11.2013 | «Пи-пи-эл Парк» Филадельфия            |
| 6  | 17,214   | Италия          | 3.6.2012  | «Би-би-ви-эй Компасс Стэдиум», Хьюстон |
| 7  | 16,000   | ЮАР             | 1.12.2001 | «Робертсон (стадион)», Хьюстон         |
| 8  | 14,000   | Новая Зеландия  | 8.10.1980 | «Куалком Стэдиум», Сан-Диего           |
| 9  | 10,017   | Самоа           | 18.7.2015 | «Авайя Стэдиум», Сан-Хосе              |
| 10 | 10,000   | Ирландия        | 31.5.     | «Бак Шо Стэдиум», Санта-Клара          |

## Результаты

### Кубок тихоокеанских наций
Сборная США является участником Кубка тихоокеанских наций, международного турнира, в котором выступают сильнейшие сборные региона (за исключением Новой Зеландии и Австралии): Канада, Фиджи, Япония, Тонга, Самоа. Цель соревнования — позволить командам Второго яруса развиваться, играя тестовые матчи в формате кубкового турнира. За три года выступлений «Орлам» ни разу не сумела одержать победу, но в 2014 году они заняли второе место.
| Год  | Победы/поражения | Итоговое место | Лучший бомбардир   | Победы над       |
| ---- | ---------------- | -------------- | ------------------ | ---------------- |
| 2013 | 0/4              | 5 из 5         | Крис Уайлз (19)    | —                |
| 2014 | 1/1              | 2 из 6         | Крис Уайлз (32)    | Канадой          |
| 2015 | 2/2              | 5 из 6         | Алан Макгинти (44) | Японией, Канадой |
| 2019 | 2/1              | 3 из 6         | Алан МакГинти      | Канадой, Самоа   |

### Чемпионат мира
Сборная США является регулярным участником Чемпионата мира, ей не удалось на него попасть только в 1995 году. Несмотря на это, команде ни разу не удавалось выйти из группы. Лучший результат — победа в одном матче, этого удавалось добиться в 1987, 2003 и 2011 годах.
| Год   | Раунд                | Позиция              | Игры                 | Победы               | Ничьи                | Поражения            | Очки, +              | Очки, -              |
| ----- | -------------------- | -------------------- | -------------------- | -------------------- | -------------------- | -------------------- | -------------------- | -------------------- |
| 1987  | групповой этап       | -                    | 3                    | 1                    | 0                    | 2                    | 39                   | 99                   |
| 1991  | групповой этап       | -                    | 3                    | 0                    | 0                    | 3                    | 24                   | 113                  |
| 1995  | не квалифицировалась | не квалифицировалась | не квалифицировалась | не квалифицировалась | не квалифицировалась | не квалифицировалась | не квалифицировалась | не квалифицировалась |
| 1999  | групповой этап       | -                    | 3                    | 0                    | 0                    | 3                    | 52                   | 135                  |
| 2003  | групповой этап       | -                    | 4                    | 1                    | 0                    | 3                    | 86                   | 152                  |
| 2007  | групповой этап       | -                    | 4                    | 0                    | 0                    | 4                    | 61                   | 142                  |
| 2011  | групповой этап       | -                    | 4                    | 1                    | 0                    | 3                    | 38                   | 122                  |
| 2015  | групповой этап       | -                    | 4                    | 0                    | 0                    | 4                    | 50                   | 156                  |
| Всего |                      | -                    | 25                   | 3                    | 0                    | 22                   | 350                  | 919                  |

### Общий итог
| Топ-30 рейтинга на 31 октября 2022                  |                |                |       |
| №                                                   | Подъём/падение | Сборная        | Очки  |
| 1                                                   | ▬              | Ирландия       | 90.03 |
| 2                                                   | ▬              | Франция        | 89.41 |
| 3                                                   | ▬              | ЮАР            | 89    |
| 4                                                   | ▬              | Новая Зеландия | 87.64 |
| 5                                                   | ▬              | Англия         | 86.25 |
| 6                                                   | ▲ 3            | Австралия      | 82.08 |
| 7                                                   | ▬              | Уэльс          | 81.28 |
| 8                                                   | ▬              | Аргентина      | 81.21 |
| 9                                                   | ▼ 3            | Шотландия      | 80.51 |
| 10                                                  | ▬              | Япония         | 77.39 |
| 11                                                  | ▬              | Самоа          | 75.75 |
| 12                                                  | ▬              | Фиджи          | 75.08 |
| 13                                                  | ▬              | Грузия         | 74.51 |
| 14                                                  | ▬              | Италия         | 73.29 |
| 15                                                  | ▬              | Испания        | 69.27 |
| 16                                                  | ▬              | Тонга          | 67.79 |
| 17                                                  | ▬              | Румыния        | 66.33 |
| 18                                                  | ▬              | Уругвай        | 65.97 |
| 19                                                  | ▬              | США            | 65.17 |
| 20                                                  | ▬              | Португалия     | 65.08 |
| 21                                                  | ▬              | Чили           | 61.24 |
| 22                                                  | ▬              | Гонконг        | 61.03 |
| 23                                                  | ▬              | Канада         | 60.99 |
| 24                                                  | ▬              | Намибия        | 60.56 |
| 25                                                  | ▬              | Россия         | 58.06 |
| 26                                                  | ▬              | Бельгия        | 55.97 |
| 27                                                  | ▬              | Бразилия       | 57.84 |
| 28                                                  | ▬              | Нидерланды     | 53.69 |
| 29                                                  | ▬              | Польша         | 53.03 |
| 30                                                  | ▬              | Германия       | 52.79 |
| Изменение позиции — по сравнению с 26 сентября 2022 |                |                |       |
| Полный список на сайте World Rugby                  |                |                |       |

Ниже приведена таблица тестовых матчей сборной США по регби на 11 октября 2015.
| Соперник               | Игры | Победы | Поражения | Ничьи | Процент побед |
| ---------------------- | ---- | ------ | --------- | ----- | ------------- |
| Австралия              | 8    | 0      | 8         | 0     | 0 %           |
| Айланд Вулфхаундс      | 2    | 0      | 2         | 0     | 0 %           |
| Англия                 | 7    | 0      | 7         | 0     | 0 %           |
| Аргентина              | 9    | 0      | 9         | 0     | 0 %           |
| Аргентина Ягуарс       | 1    | 0      | 1         | 0     | 0 %           |
| Барбадос               | 1    | 1      | 0         | 0     | 100 %         |
| Бермудские острова     | 1    | 1      | 0         | 0     | 100 %         |
| Гонконг                | 7    | 3      | 4         | 0     | 42,86 %       |
| Грузия                 | 4    | 3      | 1         | 0     | 75 %          |
| Ирландия               | 9    | 0      | 9         | 0     | 0 %           |
| Испания                | 3    | 3      | 0         | 0     | 100 %         |
| Италия                 | 4    | 0      | 4         | 0     | 0 %           |
| Ингланд Саксонс        | 4    | 0      | 4         | 0     | 0 %           |
| Канада                 | 54   | 15     | 38        | 1     | 27,78 %       |
| Новая Зеландия         | 4    | 0      | 1         | 0     | 0 %           |
| Новая Зеландия (маори) | 1    | 0      | 1         | 0     | 0 %           |
| Португалия             | 2    | 2      | 0         | 0     | 0 %           |
| Россия                 | 6    | 6      | 0         | 0     | 100 %         |
| Румыния                | 7    | 6      | 1         | 0     | 85,71 %       |
| Самоа                  | 5    | 0      | 5         | 0     | 0 %           |
| СССР                   | 1    | 0      | 1         | 0     | 0 %           |
| Тонга                  | 8    | 2      | 0         | 0     | 100 %         |
| Тунис                  | 1    | 1      | 0         | 0     | 100 %         |
| Уругвай                | 14   | 12     | 1         | 1     | 85,71 %       |
| Уэльс                  | 8    | 0      | 9         | 0     | 0 %           |
| Фиджи                  | 6    | 1      | 5         | 0     | 16,67 %       |
| Франция                | 8    | 2      | 6         | 0     | 25 %          |
| Шотландия              | 6    | 0      | 6         | 0     | 0 %           |
| Чили                   | 2    | 1      | 1         | 0     | 50 %          |
| Шотландия А            | 1    | 0      | 1         | 0     | 0 %           |
| ЮАР                    | 4    | 0      | 4         | 0     | 0 %           |
| Япония                 | 23   | 13     | 9         | 1     | 56,52 %       |
| Всего                  | 221  | 71     | 147       | 3     | 32,13 %       |

## Игроки

### Нынешний состав
Состав сборной США на Чемпионат мира 2015:
| Игрок                  | Позиция   | Матчи за сборную | Клуб                        |
| ---------------------- | --------- | ---------------- | --------------------------- |
| Зак Финолио            | Хукер     | 17               | «Глендейл Рэпторс»          |
| Филлип Тиэл            | Хукер     | 36               | «Лайф Юнивесити»            |
| Крис Бауманн           | Проп      | 7                | «Санта-Моника»              |
| Эрик Фрай              | Проп      | 36               | «Ньюкасл Фэлконс»           |
| Олайв Килифи           | Проп      | 15               | «Сиэтл Сэрасинс»            |
| Тити Ламоситель        | Проп      | 16               | «Сарацины»                  |
| Матекитонга Моеакиолна | Проп      | 32               | «Кастане»                   |
| Джозеф Тауфете'е       | Проп      | 1                | «Белмонт Шор»               |
| Кэмерон Долан          | Лок       | 20               | «Кардифф Блюз»              |
| Грег Петерсон          | Лок       | 11               | «Глазго Уорриорз»           |
| Хейден Смит            | Лок       | 29               | «Сарацины»                  |
| Луис Стенфилл          | Лок       | 56               | «Сиэтл Сэрасинс»            |
| Эндрю Дурутало         | Фланкер   | 12               | «Сиэтл Сэрасинс»            |
| Мэттью Троувилл        | Фланкер   | 5                | «Сиэтл Сэрасинс»            |
| Аллистер МакФарланд    | Фланкер   | 9                | «Нью-Йорк»                  |
| Джон Квилл             | Фланкер   | 17               | «Нью-Йорк»                  |
| Дэнни Барретт          | Номер 8   | 13               |                             |
| Саму Маноа             | Номер 8   | 15               | «Тулон»                     |
| Нику Крюгер            | скрам-хав | 2                | «Глендейл Рэпторс»          |
| Майкл Петри            | Скрам-хав | 57               | «Нью-Йорк»                  |
| Алан МакГинти          | Флай-хав  | 8                | «Коннахт»                   |
| Шэлом Синиула          | Флай-хав  | 16               | «Сиэтл Сэрасинс»            |
| Симус Келли            | Центр     | 23               | «Сан-Франциско Голден Гейт» |
| Фолау Ниуа             | Центр     | 17               | «Глазго Уорриорз»           |
| Треттон Паламо         | Центр     | 13               | «Лондон Уэлш»               |
| Эндрю Синиула          | Центр     | 38               | «КСМ Бухарест»              |
| Такудзва Нгвенья       | Винг      | 35               | «Биарриц Олимпик»           |
| Блейн Скалли           | Винг      | 29               | «Кардифф Блюз»              |
| Закари Тест            | Винг      | 6                |                             |
| Бретт Томпсон          | Центр     | 6                |                             |
| Крис Уайлз             | Фулбэк    | 54               | «Сарацины»                  |

### Наибольшее количество игр за сборную
| #   | Спортсмен      | Годы выступлений | Игр за сборную | Попыток | Очков |
| --- | -------------- | ---------------- | -------------- | ------- | ----- |
| 1.  | Майк МакДоналд | 2002—2012        | 67             | 6       | 30    |
| 2.  | Тодд Клэвер    | 2003—2014        | 63             | 11      | 55    |
| 3.  | Люк Гросс      | 1996—2003        | 62             | 0       | 0     |
| 4.  | Алек Паркер    | 1996—2009        | 58             | 0       | 0     |
| 5.  | Майкл Петри    | 2007—            | 57             | 6       | 33    |
| 6.  | Луис Стэнфилл  | 2005—            | 56             | 3       | 15    |
| 7.  | Крис Уайлз     | 2007—            | 54             | 16      | 270   |
| 7.  | Дейв Ходжс     | 1996—2004        | 54             | 4       | 20    |
| 9.  | Пол Эмерик     | 2003—2012        | 53             | 17      | 85    |
| 10. | Корт Шуберт    | 2000—2008        | 48             | 4       | 20    |

### Наибольшее число попыток
| #   | Спортсмен                      | Годы выступлений               | Попыток                        | Игр за сборную                 |
| --- | ------------------------------ | ------------------------------ | ------------------------------ | ------------------------------ |
| 1.  | Ваэа Энтони                    | 1992—2000                      | 26                             | 46                             |
| 2.  | Пол Эмерик                     | 2003—2012                      | 17                             | 53                             |
| 3.  | Крис Уайлз                     | 2007—                          | 16                             | 54                             |
| 4.  | Такудзва Нгвенья               | 2007—                          | 13                             | 35                             |
| 5.  | Тодд Клэвер                    | 2003—2014                      | 11                             | 63                             |
| 6.  | Филип Элоф                     | 2000—2007                      | 10                             | 35                             |
| 7.  | Дэвид Фи                       | 2002—2005                      | 9                              | 28                             |
| 7.  | Майк Херкус                    | 2002—2009                      | 9                              | 48                             |
| 7.  | Риаан ван Зил                  | 2003—2004                      | 9                              | 13                             |
| 10. | три игрока с восемью попытками | три игрока с восемью попытками | три игрока с восемью попытками | три игрока с восемью попытками |

### Наибольшее число очков
| #   | Спортсмен      | Годы выступлений | Игр за сборную | Очков за сборную |
| --- | -------------- | ---------------- | -------------- | ---------------- |
| 1.  | Майк Херкус    | 2002—2009        | 48             | 465              |
| 2.  | Мэтт Александр | 1995—1998        | 24             | 286              |
| 3.  | Крис Уайлз     | 2007—            | 54             | 222              |
| 4.  | Крис О’Брайан  | 1988—1994        | 20             | 144              |
| 5.  | Марк Уильямс   | 1987—1999        | 37             | 143              |
| 6.  | Ваэа Анитони   | 1992—2000        | 46             | 130              |
| 7.  | Кевин Далзел   | 1996—2003        | 42             | 109              |
| 8.  | Грант Уэллс    | 2000—2001        | 12             | 100              |
| 9.  | Алан МакГинти  | 2015—            | 8              | 90               |
| 10. | Пол Эмерик     | 2003—2012        | 53             | 85               |

## Тренеры сборной
- Деннис Сторер (1976—1982) — первый тренер «Орлов»
- Рей Корнбилл (1976—1983)
- Бинг Доусон (даты неизвестны)
- Джордж Хук (1987)
- Джек Кларк (1993—1999) — наибольшее число побед среди всех тренеров сборной (16)
- Дункан Холл (2000—2001)
- Том Биллапс (2001—2005)
- Питер Торнберн (2006—2007)
- Скотт Джонсон (2008—2009)
- Эдди О’Салливан (2009—2011)
- Майк Толкин (2012—2015)
- Джон Митчел (2016—2017)
- Дэйф Хоулетт (2017)
- Гэри Голд (2018—2022) — сборная США смогла забраться на 12 строчку в рейтинге World Rugby в 2018 году.